# Campionato brasiliano di rugby a 15 2005
Il Campionato brasiliano di rugby a 15 del 2005 (in portoghese Campeonato brasileiro de rugby de 2005 o Brasileirão de rugby 2005 ) è stata una competizione promossa dalla ABR (Associação Brasileira de Rugby) con sei squadre partecipanti.
La squadra vincitrice è stata il Desterro Rugby Clube di Florianópolis (SC), che ha conquistato il suo terzo titolo.

## Squadre partecipanti
| Squadra      | Città               | Stato          |
| ------------ | ------------------- | -------------- |
| Bandeirantes | San Paolo           | San Paolo      |
| Desterro     | Florianópolis       | Santa Catarina |
| Niterói      | Niterói             | Rio de Janeiro |
| Rio Branco   | San Paolo           | San Paolo      |
| São José     | São José dos Campos | San Paolo      |
| SPAC         | San Paolo           | San Paolo      |

## Formula
Le sei squadre si incontrarono in un girone di sola andata. Le prime due classificate disputarono la finale.

## Incontri del Girone
| Florianópolis 13 agosto | Desterro | 24 – 12 | Bandeirantes |  |

| San Paolo (Brasile) 13 agosto | Rio Branco | 0 – 61 | SPAC |  |

| Niterói 13 agosto | Niterói | – | São José |  |

| Florianópolis 27 agosto | Desterro | 93 – 7 | Rio Branco |  |

| San Paolo (Brasile) 27 agosto | Bandeirantes | 7 – 25 | São José |  |

| Niterói 27 agosto | Niterói | 35 – 32 | SPAC |  |

| San Paolo (Brasile) 17 settembre | SPAC | 14 – 15 | Desterro |  |

| São José dos Campos 22 ottobre | São José | 20 – 3 | Desterro |  |

| San Paolo (Brasile) 22 ottobre | Bandeirantes | 10 – 8 | SPAC |  |

| San Paolo (Brasile) 22 ottobre | Rio Branco | 29 – 16 | Niterói |  |

| San Paolo (Brasile) 29 ottobre | Bandeirantes | 26 – 15 | Rio Branco |  |

| San Paolo (Brasile) 29 ottobre | SPAC | 3 – 22 | São José |  |

| Florianópolis 29 ottobre | Desterro | 14 – 0 | Niterói |  |

| Niterói 19 novembre | Niterói | 27 – 24 | Bandeirantes |  |

| São José dos Campos 26 novembre | São José | 23 – 14 | Rio Branco |  |

## Classifica
| Pos | Squadra      | PT | G | V | N | P | B | PF+ | PS- |
| --- | ------------ | -- | - | - | - | - | - | --- | --- |
| 1º  | Desterro     | 18 | 5 | 4 | 0 | 1 | 2 | 149 | 53  |
| 2º  | São José     | 17 | 5 | 4 | 0 | 1 | 1 | 90  | 27  |
| 3º  | Bandeirantes | 11 | 5 | 2 | 0 | 3 | 3 | 79  | 99  |
| 4º  | Niterói      | 10 | 5 | 2 | 0 | 3 | 2 | 78  | 99  |
| 5º  | SPAC         | 9  | 5 | 1 | 0 | 4 | 4 | 118 | 82  |
| 6º  | Rio Branco   | 5  | 5 | 1 | 0 | 4 | 1 | 65  | 219 |

## Finale
| San Paolo (Brasile) 3 dicembre | Desterro | 16 – 10 | São José | Estádio Ícaro de Castro Mello |